# 임채민 (축구 선수)
임채민(林採民, 1990년 11월 18일 ~ )는 대한민국의 축구 선수로 현재 제주 SK에서 센터백으로 활동 중이다.

## 클럽 경력
김병수 감독이 이끌고 있는 영남대학교 졸업하고 2013년 성남 일화에 자유 계약으로 입단하였으며 5월 19일 경남과의 리그 경기에서 데뷔전을 치렀다. 7월 3일 전북과의 경기에서 데뷔골을 기록하였으나 다음 경기인 FC 서울과의 경기에서 프로 데뷔 후 첫 레드 카드를 받았다. 하지만 이후 프로축구연맹의 사후 동영상 분석 결과 부당한 퇴장으로 인정받아 출전 정지 처분과 벌금을 면제받았다.
2020년 1월, 은사인 김병수 감독의 강원 FC로 이적했다.
2022년 4월 29일, 중국슈퍼리그의 선전 FC로의 이적이 확정되었다.
2023 시즌을 앞두고 제주 이적을 통해 K리그로 복귀하였다.
2024 시즌 33라운드 대전과 홈경기에서 전반전 어이없는 자책골로 선제 실점을 내주었다. 38라운드 대전 원정 경기에서 임덕근의 크로스를 자기 팀 골대를 밀어 넣으며 자책골을 넣었다. 이 실점으로 팀은 역전 패했고 대전 상대 2경기 연속 자책골이라는 기록을 세웠다.
2025 시즌 2라운드 김천 상무와 홈경기에서 후반 추가시간 김봉수의 역습을 저지하는 과정에서 다이렉트 퇴장을 당했다.

## 국가대표팀 경력
2014년 8월 25일 발표된 우루과이, 베네수엘라와의 9월 A매치 경기를 위한 국가대표팀 명단에 포함되었다. 그리고 베네수엘라전에서 A매치 데뷔전을 치렀다.
2015년 6월 1일 UAE전 친선경기 및 월드컵 예선 미얀마전 명단에 포함되었으나 왼쪽 발등 피로골절로 낙마하였다.

## 수상 내역

### 클럽

#### 성남 FC
- 코리아컵 우승 1회 (2014년)